# Damien Fèvre
Pour les articles homonymes, voir Fèvre.
Pas d'image ? Cliquez ici

a Compétitions nationales et continentales officielles uniquement.

Dernière mise à jour le 11 mars 2016.
Damien Fèvre, né le 10 mai 1984 à Dijon et mort le 11 mars 2016 à Pau, est un joueur français de rugby à XV qui évolue au poste de deuxième ligne. Il joue entre autres pendant sa carrière à la Section paloise.

## Biographie
Damien Fèvre est natif de Dijon, où il commence le rugby avec le club local, le Stade dijonnais.
Il signe son premier contrat professionnel avec le SU Agen en 2004. Il évolue ensuite dans les clubs du CS Bourgoin-Jallieu de 2006 à 2009, de l'US Oyonnax jusqu'en 2012.
Il rejoint ensuite la Section paloise qui évolue en Pro D2. Lors de sa première saison avec le club béarnais, en 2012-2013, il dispute 20 rencontres, occupant un poste de titulaire lors de la demi-finale d'accession face au Stade rochelais puis lors de la finale face au CA Brive, rencontre finalement remportée par ce dernier club sur le score de 30 à 10. La saison suivante, où il dispute 28 rencontres, la Section paloise s'incline en demi-finale d'accession face au Stade rochelais. Il décroche avec son club l'accession au Top 14 au terme de la saison 2014-2015 où il dispute quatre rencontres, dont le dernier match de la saison régulière face à Albi. Damien Fèvre est ensuite titularisé à une reprise en septembre 2015.
Damien Fèvre meurt le 11 mars 2016 des suites d'un cancer,.

## Palmarès

### En club
- Championnat de France de rugby à XV de 2e division :
  - Champion : 2015 avec la Section paloise ;
  - Demi-finaliste : 2014 avec la Section paloise.

### En équipe nationale
- Équipe de France -21 ans :
  - Participation au championnat du monde 2005 en Argentine : 5 sélections (Irlande, Italie, Angleterre, Australie, Nouvelle-Zélande), 1 essai
  - 9 sélections en 2005-2006